# Ngập ngừng
"Ngập ngừng" là một bài thơ nổi tiếng của thi sĩ Hồ Dzếnh, nằm trong tập thơ: Quê ngoại, xuất bản năm 1943.
Trong "Lời giới thiệu" Tuyển tập Hồ Dzếnh – Tác phẩm chọn lọc, Nhà xuất bản Văn Học 1988, nhận định: "Tác phẩm của Hồ Dzếnh không nhiều, lại không tập trung ở một tờ báo hay đặc san nào. Với bản chất trầm lắng, ông luôn luôn khiêm tốn tự cho mình là người mới bắt đầu bước vào nghề viết. Tuy nhiên, với hai tập văn thơ Chân trời cũ và Quê ngoại, Hồ Dzếnh được biết đến như một nhà thơ có chân tài".

## Nguyên tác bài thơ
Em cứ hẹn nhưng em đừng đến nhé!
Để lòng buồn tôi dạo khắp trong sân
Ngó trên tay, thuốc lá cháy lụi dần...
Tôi nói khẽ: Gớm, làm sao nhớ thế?
Em cứ hẹn nhưng em đừng đến nhé!
Em tôi ơi! tình có nghĩa gì đâu?
Nếu là không lưu luyến buổi sơ đầu?
Thuở ân ái mong manh như nắng lụa
Hoa bướm ngập ngừng, cỏ cây lần lữa
Hẹn ngày mai mùa đến sẽ vui tươi
Chỉ ngày mai mới đẹp, ngày mai thôi!
Em cứ hẹn nhưng em đừng đến nhé!
Tôi sẽ trách - cố nhiên! - nhưng rất nhẹ
Nếu trót đi, em hãy gắng quay về
Tình mất vui khi đã vẹn câu thề
Đời chỉ đẹp những khi còn dang dở
Thư viết đừng xong, thuyền trôi chớ đỗ
Cho nghìn sau... lơ lửng... với nghìn xưa...

## Nhận định/Ý kiến
- Tác giả Trần Văn Phúc trong bài "Hai câu thơ trong bài thơ Ngập Ngừng của Hồ Dzếnh" đã nhận định như sau:

"Ngay lập tức và cho mãi đến tận bây giờ bài thơ Ngập ngừng vẫn để lại ấn tượng mạnh cho mỗi người yêu thích thơ ca nói chung và thơ tình nói riêng... Nhà thơ quan niệm rằng, Tình chỉ đẹp khi còn dang dở, đời hết vui khi đã vẹn câu thề. Đó là quan niệm hết sức mới lạ về tình yêu của nhà thơ, nó khác hẳn với quan niệm truyền thống cho rằng tình yêu đôi lứa phải gắn liền với sự thủy chung son sắt. Có lẽ vì thế mà trong hầu hết cuốn sổ tay cũng như tâm trí của thanh niên mọi thế hệ đều có ghi chép hai câu thơ ấy với nhiều dị bản khác nhau..."

## Phổ biến trong nghệ thuật
Chính nhờ vào ý tưởng mới lạ, độc đáo của bài thơ, nên thi phẩm này đã gây một ấn tượng sâu đậm trong lòng người yêu thi ca, và được phổ biến rộng rãi qua nhiều thế hệ.
Không chỉ xuất hiện trong thi ca, không khí bàng bạc tính chất lãng mạn và thi vị của Ngập Ngừng còn lan tỏa sang cả lĩnh vực âm nhạc, với những nhạc phẩm phổ nhạc, lấy ý hoặc từ ngữ từ những câu trong bài thơ như: "Chuyện hẹn hò" của Trần Thiện Thanh, "Ngập ngừng" (Em cứ hẹn) của Hoàng Thanh Tâm, "Anh cứ hẹn" của Anh Bằng hay "Ngập ngừng" của Minh Duy càng giúp cho tác phẩm của nhà thơ Hồ Dzếnh đi sâu hơn vào lòng người thưởng ngoạn nghệ thuật, hay thế giới thơ của Hồ Dzếnh nói riêng.